# Ирина Слуцка
Ирина Едуадоровна Слуцка (рус. Ири́на Эдуа́рдовна Слу́цкая; Москва, 9. фебруар 1979) руска је клизачица. Године 2006, повукла се са светске клизачке сцене. Слуцка је двоструки светски, седмоструки европски шампион, четвороструки шампион финалног Гранд Прија и двострука освајачица медаља на Зимским олимпијским играма.
Слуцка, позната по својој спортској вештини, прва је жена којој је успело да изведе комбинацију троструког луца и лупа. Такође се сматра да је измислила Бјелманов окрет са променом стопала, који је њен заштитни знак. Сматра се најбољом руском клизачицом у историји.

## Биографија
Слуцка је рођена 9. фебруара 1979. у Москви. Мајка јој је Рускиња, а отац Јеврејин. Почела је да клиза када је имала шест година.
Након што је окончала каријеру, Слуцка се из САД вратила у Русију са мужем Сергејом, и потврдила да је трудна. Њихов син, Артјом, рођен је у новембру 2007. године.

## Рекорди и достигнућа
- Измислила двоструки Бјелманов окрет са променом стопала.
- Слуцка је прва руска клизачица која је освојила Европско првенство у уметничком клизању (1996).
- Прва жена којој је успело да изведе комбинацију троструког луца и лупа (Светско првенство 2001).
- Прва је руска клизачица која је освојила сребрну медаљу на Зимским олимпијским играма (Солт Лејк Сити 2002).
- Четворострука шампионка Русије
- Четворострука шампионка финалног Гранд При такмичења
- Двоструки светски шампион (2002, 2005)
- Слуцка је прва жена која је освојила Европско првенство у уметничком клизању седам пута (1996, 1997, 2000, 2001, 2003, 2005, 2006).